# Ortnamn i Skåne
Ortnamn i Skåne kan, liksom de övriga svenska ortnamnen, delas upp i naturnamn och kulturnamn. Kulturnamnen är ofta bebyggelsenamn med efterled där bebyggelsen beskrivs, såsom -by i Borgeby, Rinkaby och -torp och som i Arkelstorp och Strövelstorp.
Vissa ortnamn är speciella för Skåne och delar av omgivande landskap. Exempel på detta är namn som har efterleden -arp, -löv och -lösa. Ortnamnen i Skåne är, som i alla andra landskap i Sverige, dels osammansatta ortnamn och dels sammansatta. Av enstaviga ortnamn i Skåne kan nämnas Höör och Vik, och av tvåstaviga till exempel Bara och Lomma. De allra flesta av de sammansatta ortnamnen har två ordled, förled och efterled, som till exempel  Högestad och Stidsvig, men det finns också namn med tre ordled, som Ljungbyhed. 

## Definition av begreppet ortnamn
Ortnamn eller toponymer är namn på geografiska företeelser och ortnamnen kan delas upp i bebyggelsenamn och naturnamn. 
En språkvetenskaplig definition är att "ett ortnamn är ett språkligt uttryck som i en viss namnbrukarkrets är knutet till en bestämd plats".

## Ortnamnskategorier
Alla ortnamn delas upp i två huvudkategorier: naturnamn och kulturnamn. Kulturnamnen kan indelas tre kategorier: ägonamn, bebyggelsenamn och namn på artefakter. 
Naturnamn är namn på vattendrag, sjöar, skogar o.s.v. Ägonamn är namn på mark som används för jordbruk och boskapsskötsel, till exempel åkrar, ängar och hagar. Bebyggelsenamn är namn på tätorter, byar, gårdar, bygder med mera. Artefaktnamn är namn på broar, hamnar, gruvor, gravhögar m.m. Bebyggelsenamn kan vara primära eller sekundära. Primära bebyggelsenamn avser bebyggelse redan från början, till exempel de som slutar på -by eller -torp (som Vedby och Perstorp).  Sekundära bebyggelsenamn har inte från början betecknat bebyggelse, utan har ursprungligen varit naturnamn, ägonamn eller artefaktnamn. Exempel på sådana ortnamn i Skåne är Höganäs, Kattvik, Rydebäck med flera.

## Geografisk fördelning av ortnamnen
I kustbygden är ortnamnen oftast terrängbetecknande, som Brantevik, Beddingestrand, Kivik och Smygehuk. I jordbruksbygden finns några förhistoriska typer av bebyggelsenamn, som Eggelstad. Vanliga är också namnen på -by, som Hyby och Väsby. Under medeltiden utgick en kraftig expansion av bebyggelsen mot de skogrikare delarna av landskapet, där man började nyodla jord. Därför har ortnamnen i de mer perifera delarna av jordbruksbygden och skogsbygden, bland annat i Göinge, yngre ortnamn med efterleden -boda och -hult. 

## Ortnamnet Malmö
Malmö (Malmøghe 1303) har fått sitt namn av malm 'grus, sand' och hög 'mindre förhöjning'.

## Typiska ortnamnsled och ortnamnssuffix i Skåne

### Ortnamnsförled och avledningsändelser med trädanknytning
- Asp- finns som omljudd form av asp, med efterled Äsperöd, och med avledningsändelse Äspinge.
- Björk- finns i Björkedal.
- Bok- finns i Bokeslund och som omljudd form av bok i Bökeberg.
- Ek- finns i Ekeby.
- Fur- finns i Furulund.
- Hassel- finns i Hasslarp och som omljudd form av hassel i Hässleholm.
- Lind- finns i Linderöd.
- Lönn- finns i Lönsboda.
- Rönn- finns i Rönneberg.

### Ortnamnsefterled som betecknar bebyggelse

alt

by

löv

tofta

- -alt är en förkortning av 'a + hult' och förekommer i norra Skånes skogstrakter. Exempel: Boalt, Häljalt och Vegalt.
- -arp har i Skåne (liksom i Halland, Blekinge och Småland) tillkommit genom att en del -torpnamn kommit att få sitt efterled förkortat. Exempel på sådana namn i Skåne är exempelvis Alnarp, Hjärnarp, Ottarp och Tjörnarp.
- -boda är en böjningsform av bod '(förvarings)bod' och förekommer bland annat i Blekinge och Skåne. De flesta namnen med efterledet -boda är från medeltiden.  I Skåne finns dessa namn i Göinges skogsbygder, exempelvis Gisslaboda, Gylsboda, Lönsboda och Rågeboda.
- -by har ursprungligen sannolikt betytt 'boplats, bebyggelse' som den senare betydelsen 'gård, by' har utvecklats från. Många ortnamn med -by som efterled har hög ålder.  I Skåne finns bland annat Balsby, Hörby, Stiby, Stoby och Vitaby.
- -holm betyder  'liten ö, upphöjning över omgivande mark'. Eftersom de äldsta borgarna och herresätena fanns på sådana ställen, kom senare slott och befästningar även de att sluta på -holm, helt oavsett deras läge. Exempel: Hässleholm, Marieholm, Ovesholm och Vegeholm.
- -hult är ursprungligen ett naturnamn, och betyder 'liten skog, skogsdunge'. Detta efterled är mycket vanligt i Göinge. Exempel är Farhult, Kungshult,  Lerbäckshult, Sibbhult och Vilshult.
- -hög  syftar på gravhögar eller på naturliga förhöjningar. Efterledet förekommer i västra och södra Skåne. Exempel: Hammenhög, Hjortshög, Nevishög och Vemmenhög
- -ie kommer av hög och dessa ortnamn är relativt vanliga i de västra och södra delarna av Skåne. De motsvaras i Halland av -ige. Exempel på namn på -ie i Skåne är Arrie, Husie, Skegrie och Oxie.
- -köpinge motsvarar det nordligare -köping (i norra Götaland och sydöstra Svealand).   Ortnamn på -köpinge förekommer i södra Skåne. -köpinge är dativ singularis av -köping, 'handelsplats':  Dalköpinge, Hököpinge, Kyrkoköpinge och Löddeköpinge.
- -lösa kan betyda 'äng, betesmark'. Exempel: Gumlösa, Harlösa, Katslösa, Ramlösa och Vallösa.
- -löv är ett av de äldsta efterleden i Skåne. Det har betydelsen 'gård som någon fått i arv eller lämnat efter sig'. Exempel: Araslöv, Färlöv, Vinslöv, och Österslöv.
- -rum betyder 'öppen plats'. Många av dessa namn har kanske ursprungligen betecknat slåtter- och betesmarker. Namnen på -rum uppstod under vikingatiden och medeltiden. I Skåne finns dessa namn huvudsakligen i de centrala och sydöstliga delarna. Exempel: Allerum, Bondrum, Raskarum och Rörum.
- -rup/-erup är en form som i Skåne och södra Halland har bildats av -arp. Formen *-rup/-erup  utvecklades på Själland, och infördes i Skåne genom danskt skriftspråk före den svenska erövringen, som ersättning för det ursprungliga -arp.[8] Exempel: Bonderup, Hörup, Löderup och Torup.
- -röd är liksom -hult ett typiskt ortnamn i Skåne. Betydelsen av -röd är 'röjning (i skog)' eller 'öppet ställe i skogen'. Exempel: Djurröd, Eljaröd, Hallaröd, Huaröd, Kläggeröd och Löberöd.
- -stad förekommer i Skåne, liksom i övriga Götaland och i Värmland. I Svealand (utom Värmland), i Jämtland och i sydöstra Norrland skrivs efterledet som -sta. Den ursprungliga betydelsen av -stad har antagits vara 'plats, ställe', men även andra tolkningar har föreslagits. Detta efterled är känt från strax efter Kr.f. fram till vikingatiden. Namn med efterledet -stad i Skåne är t.ex. Alstad, Benestad, Fjälkestad, Komstad, Snårestad och Ystad.
- -tofta kommer av tomta som är en biform till tomt, med betydelsen ’plats för hus’. Den västliga och sydliga formen -tofta motsvaras i östra Småland, Östergötland, Svealand och Hälsingland av -tomta. De äldre namnen på -tofta är från vikingatiden. Men namnen har även varit produktiva under medeltiden och under nyare tid. Exempel på skånska namn med efterledet -tofta: Bulltofta,  Ivetofta, Färingtofta och Örtofta.
- -torp är ett vanligt efterled i Skåne. Betydelsen är 'nybygge, utflyttargård'. De första av dessa namn tillkom under vikingatidens slut. Under högmedeltiden tillkom ännu fler av dem. Exempel är Asmundtorp, Dagstorp, Perstorp och Saxtorp.
- -åkra är en pluralform av åker. Exempel: Balkåkra, Glimåkra, Lundåkra och Ödåkra.

#### Ortnamnsändelser som betecknar bebyggelse
- -a är en vanlig pluraländelse i svenska ortnamn.[4]  I vissa områden är -e vanligare, till exempel på Gotland, i Bohuslän, i vissa delar av Värmland (till exempel Sunne) och i Härjedalen Hede ((ii) Hedha sokn 1397) och Jämtland (Stavre). I Skåne förekommer ändelsen -a, som betecknar pluralis. Exempel är Mala (Malum, 1100-talets mellersta del)[11], Väla[12], Öja.[13] Ändelsen -e kan ibland beteckna dativ singularis, som i Sövde.[14]

- -inge är en vanlig avledningsändelse i Skåne och betecknar invånarna på en viss plats, till exempel Billinge, Kävlinge, Röinge och Tyringe.[15]

## Ortnamn som vittnar om hednisk kult
De ortnamn som har namnet på en fornnordisk gud eller gudinna i sitt förled kallas teofora ortnamn. Tillsammans med övriga ortnamn som syftar på gudadyrkan benämns de sakrala ortnamn.
I Skåne finns ett fåtal kultnamn. Förledet On- Onsjö härad (Othænsheret 1231) är en förkortad genitivform av guden Oden. Sockennamnet Onslunda ((aff) Othænslundæ 1401) har också guden Oden som förled. Efterledet -lund visar att det fanns en lund som var helgad åt denne gud.  Bynamnet Fröslöv har genitiv av guden Frö i sitt förled. Staden Lund kan ha fått sitt namn efter en helig lund, ett kultcentrum. Torseke i Fjälkestads socken kommer av gudanamnet Tor och eke 'ekdunge'. Namnet på den forna staden Vä kommer av wæ, en sydlig variant av vi, 'hednisk helgedom, kultplats'.